# Бела-под-Бездезем
Бела-под-Бездезем (чеськ. Bělá pod Bezdězem), колишня назва Вайсвассер (нім. Weißwasser) — місто у Чехії, розташоване в районі Млада-Болеслав Середньочеського краю. Розташоване за 14 кілометрів на північний захід від Млада-Болеслава.

## Історія
Місто Бела-под-Бездезем засноване в 1337 (день заснування відзначається 24 квітня). Вважається, що первісне поселення розташовувалося далі від річки, і щоб уникнути браку води, в 1304 Вацлав II ухвалив перенести поселення ближче до берега Бели (права притока Їзери). Поселення належало роду Берка з Дуби (чеськ. Berkové z Dubé.
Під час гуситських воєн місто неодноразово переходило від католиків до гуситів. Після війни в Белі-под-Бездезем було розпочато будівництво замку, який згодом став панською резиденцією. Наприкінці XVII століття місто перейшло у володіння Вальдштейнів, які розпочали реконструкцію замку і зведення всіх будівель до єдиного архітектурного ансамблю в стилі бароко.
У Белі-под-Бездезем розташовувалась одна з 83 радянських військових частин, що дислокувалися в Чехословаччині. Також на території військової частини знаходилися навчальний центр, стрілецький полігон і сховище ядерних боєприпасів.

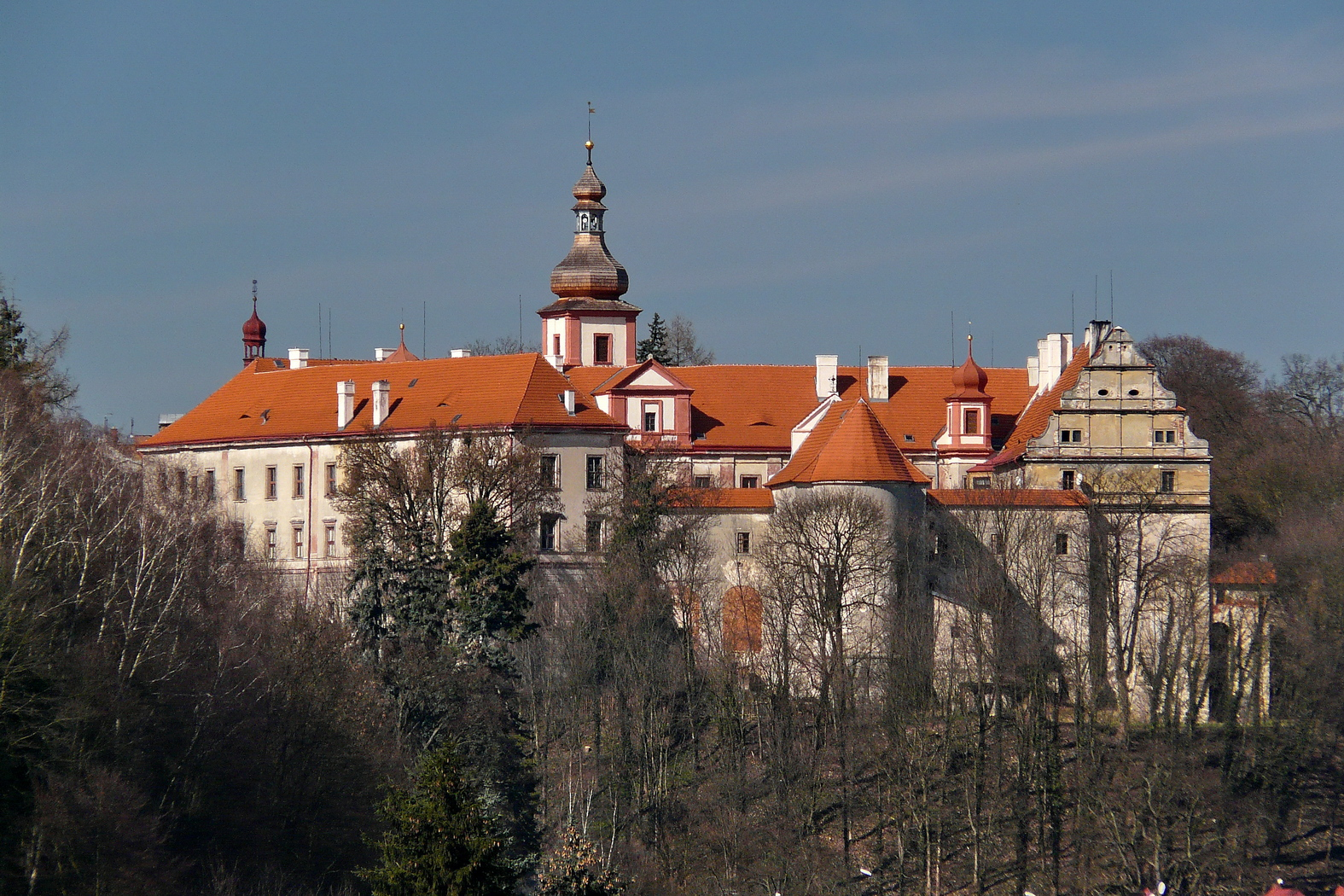
Замок
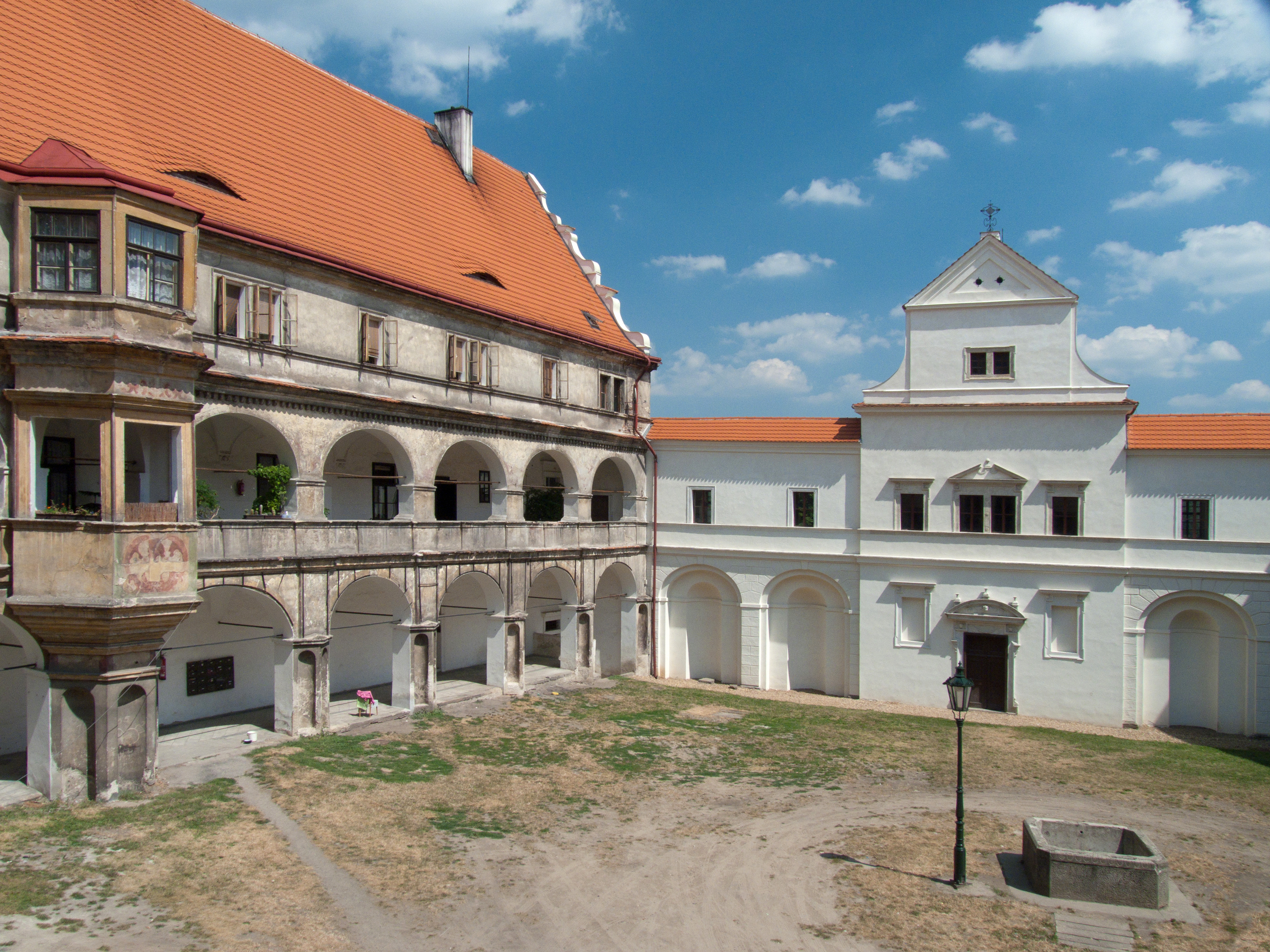
Каплиця Святого Йосифа у дворі замку
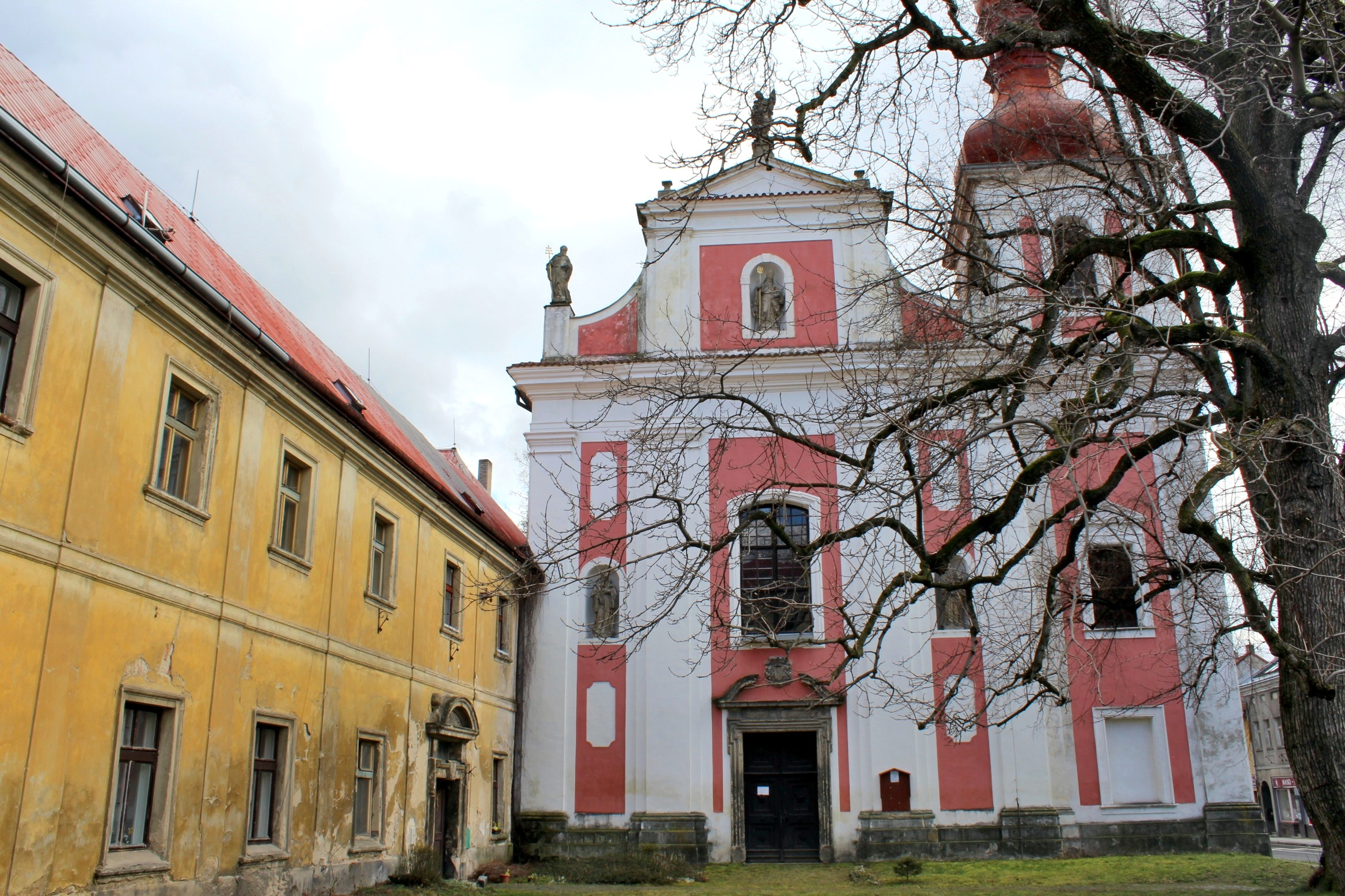
Костел Святого Вацлава
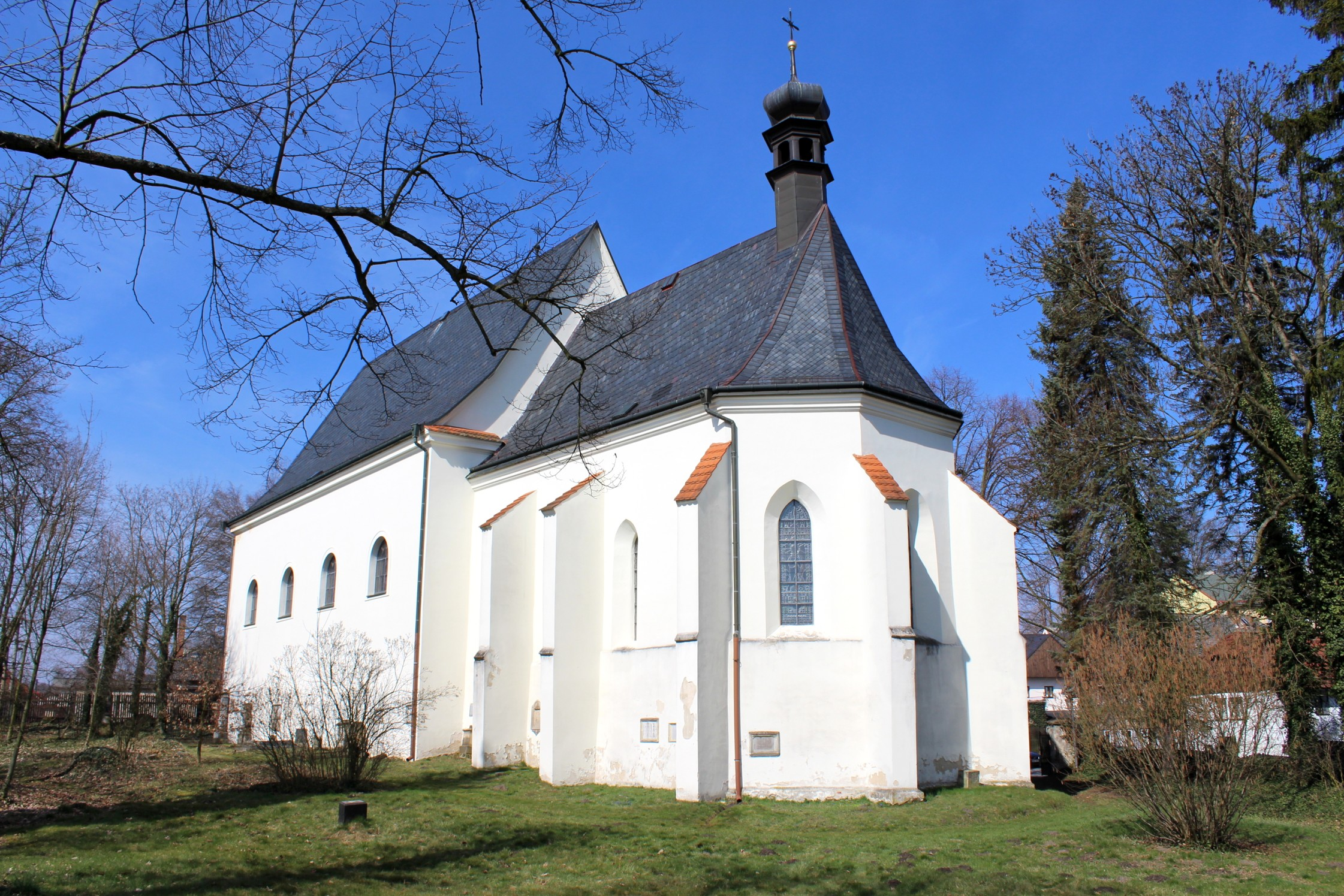
Костел Воздвиження Чесного Хреста

## Промисловість
У 1868 у місті був відкритий завод «Дегтохема» для виробництва бітумних ізоляційних матеріалів. У 1996 відбулося злиття компаній «Дегтохема» і «Бітумат» (Жиденице, Брно), а в 2008 «Дегтохема Бітумат» увійшов до складу російського холдингу Техноніколь.

## Населення
| Рік  | Чисельність | Чисельність |
| ---- | ----------- | ----------- |
| 1869 | 4274        | [ 11 ]      |
| 1880 | 4214        | [ 11 ]      |
| 1890 | 4351        | [ 11 ]      |
| 1900 | 4622        | [ 11 ]      |
| 1910 | 5381        | [ 11 ]      |
| 1921 | 5106        | [ 11 ]      |
| 1930 | 5662        | [ 11 ]      |

| Рік  | Чисельність | Чисельність |
| ---- | ----------- | ----------- |
| 1950 | 4334        | [ 11 ]      |
| 1961 | 4642        | [ 11 ]      |
| 1970 | 4842        | [ 11 ]      |
| 1980 | 4923        | [ 11 ]      |
| 1991 | 4736        | [ 11 ]      |
| 2001 | 4789        | [ 11 ]      |
| 2011 | 4890        | [ 11 ]      |

| Рік  | Чисельність | Чисельність |
| ---- | ----------- | ----------- |
| 2014 | 4862        | [ 12 ]      |
| 2016 | 4815        | [ 13 ]      |
| 2017 | 4831        | [ 14 ]      |
| 2018 | 4822        | [ 15 ]      |
| 2019 | 4786        | [ 16 ]      |
| 2020 | 4792        | [ 17 ]      |
| 2021 | 4754        | [ 18 ]      |

| Рік  | Чисельність | Чисельність |
| ---- | ----------- | ----------- |
| 2021 | 4725        | [ 19 ]      |
| 2022 | 4714        | [ 20 ]      |
| 2023 | 4838        | [ 21 ]      |
| 2024 | 4827        | [ 22 ]      |
| 2025 | 4804        | [ 4 ]       |

| Рік  | Чисельність | Чисельність |
| ---- | ----------- | ----------- |
| 1869 | 4274        | [ 11 ]      |
| 1880 | 4214        | [ 11 ]      |
| 1890 | 4351        | [ 11 ]      |
| 1900 | 4622        | [ 11 ]      |
| 1910 | 5381        | [ 11 ]      |
| 1921 | 5106        | [ 11 ]      |
| 1930 | 5662        | [ 11 ]      |

| Рік  | Чисельність | Чисельність |
| ---- | ----------- | ----------- |
| 1950 | 4334        | [ 11 ]      |
| 1961 | 4642        | [ 11 ]      |
| 1970 | 4842        | [ 11 ]      |
| 1980 | 4923        | [ 11 ]      |
| 1991 | 4736        | [ 11 ]      |
| 2001 | 4789        | [ 11 ]      |
| 2011 | 4890        | [ 11 ]      |

| Рік  | Чисельність | Чисельність |
| ---- | ----------- | ----------- |
| 2014 | 4862        | [ 12 ]      |
| 2016 | 4815        | [ 13 ]      |
| 2017 | 4831        | [ 14 ]      |
| 2018 | 4822        | [ 15 ]      |
| 2019 | 4786        | [ 16 ]      |
| 2020 | 4792        | [ 17 ]      |
| 2021 | 4754        | [ 18 ]      |

| Рік  | Чисельність | Чисельність |
| ---- | ----------- | ----------- |
| 2021 | 4725        | [ 19 ]      |
| 2022 | 4714        | [ 20 ]      |
| 2023 | 4838        | [ 21 ]      |
| 2024 | 4827        | [ 22 ]      |
| 2025 | 4804        | [ 4 ]       |

|  |

## Міста-побратими
Грос-Біберау, Німеччина